# Бнависи
Бнависи (груз. ბნავისი) — село в Грузии, на территории Горийского муниципалитета края (мхаре) Шида-Картли.

## География
Село находится в центральной части Грузии, на берегах реки Атреви (бассейн Куры), на расстоянии приблизительно 3 километров (по прямой) к юго-западу от города Гори, административного центра муниципалитета. Абсолютная высота — 819 метров над уровнем моря.

## Население
По результатам официальной переписи населения 2014 года в Бнависи проживало 212 человек (104 мужчины и 108 женщин). В национальной структуре населения грузины составляли 100 %.
| Год  | Население, человек |
| ---- | ------------------ |
| 2002 | 353                |
| 2014 | ↘ 212              |